# Отходная молитва

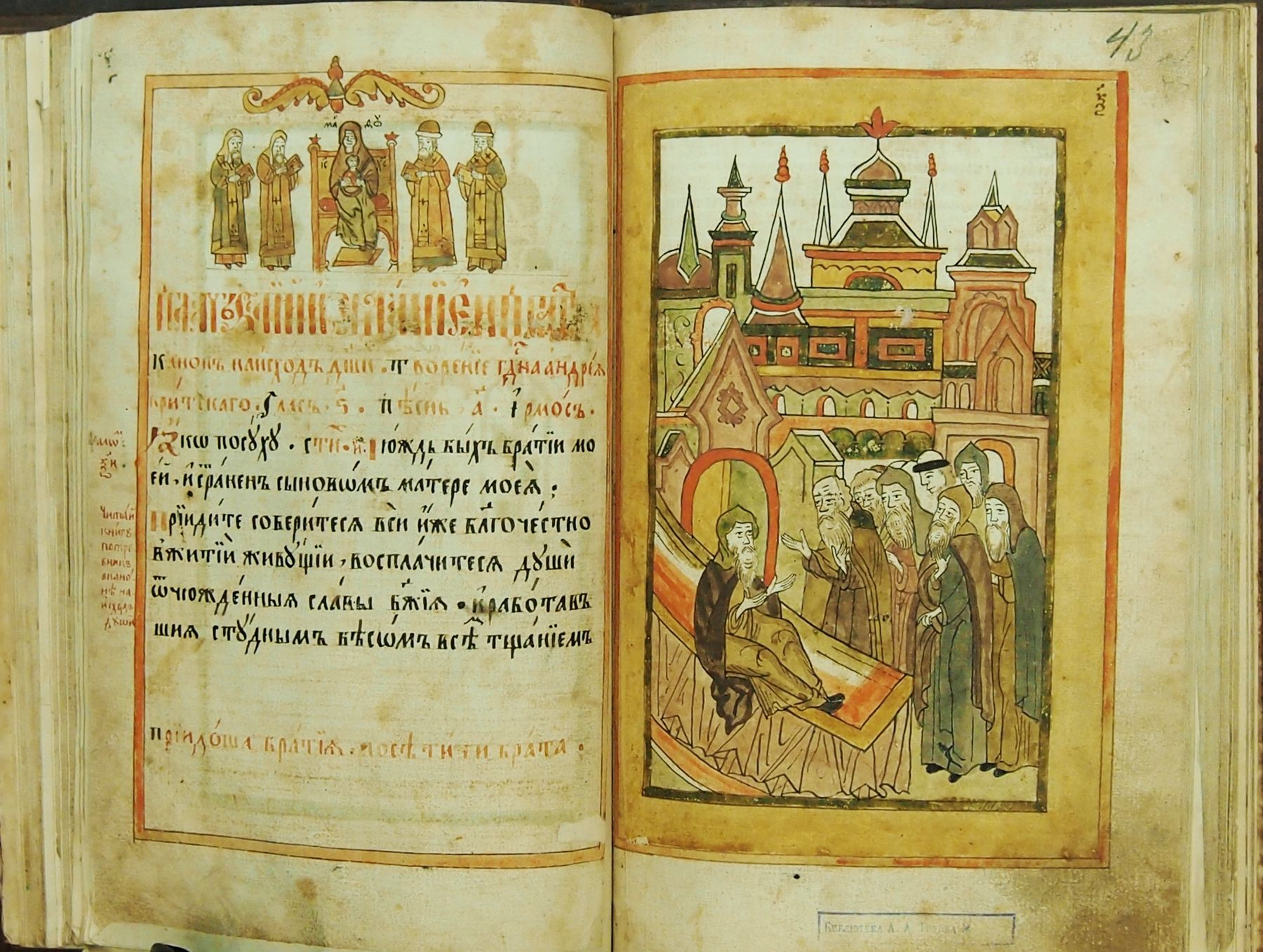
Канон Андрея Критского на исход души (Синодик. Вторая четверть XVIII века)

Отхо́дная моли́тва (полное название — Канон молебный ко Господу нашему Иисусу Христу и Пречистой Богородице при разлучении души от тела всякаго правовернаго) — используемый в православии чин, совершаемый над христианином на смертном одре при приближении смерти.
Чинопоследование включает в себя:
- обычное начало по Отче наш, Господи, помилуй! (12 раз), Приидите, поклонимся (трижды);
- 50-й псалом;
- канон;
- молитва «Достойно есть»;
- молитва на исход души.

Перед началом молитв священник даёт умирающему поцеловать крест и помещает его или икону перед глазами умирающего. Канон, читаемый священником, написан от лица умирающего, который призывает к себе близких, прося помолиться о его душе, которой предстоит разлучиться с телом. В молитвах он просит Иисуса Христа, Богородицу и святых о помощи в преодолении посмертных мытарств. В молитве на исход души содержится прошение к Богу, чтобы он простил грехи умирающего и вселил его в райские обители.
Канон при разлучении души от тела содержится в Малом требнике. В Большом требнике и в Иерейском молитвослове содержится особое чинопоследование для людей, долго страдающих перед смертью — «Чин, бываемый на разлучение души от тела, внегда человек долго страждет», написанный святителем Андреем Критским, в который входят:
- обычное начало по Отче наш, Господи, помилуй (12 раз), Приидите, поклонимся (трижды);
- псалмы 69, 142 и 50;
- канон;
- молитва «Достойно есть»;
- Молитва о душе судимей и Молитва иная о долгостраждущем умрети.

В случае отсутствия рядом с умирающим священника оба эти канона могут быть прочитаны мирянином. В этом случае возгласы священника заменяются Иисусовой молитвой, а молитвы, читаемые иереем, пропускаются.